# Черниговская ТЭЦ
Черниговская ТЭЦ (укр. Чернігівська теплоелектроцентраль) — тепловая электроцентраль, расположенная в Чернигове.

## Деятельность
Предприятие установленной мощностью 210 МВт и 625 Гкал построено по проекту Киевского отделения ГБПИ Промэнергопроект в юго-западной части Чернигова. Связь станции с энергосистемой Украины осуществляется воздушными линиями напряжением 110 кВ. Для отопления используется на 100% уголь, до 2008 года — 70% газ и 30% уголь.  Предприятие обслуживает 590 домов.

## Функции
- Обеспечение электроэнергией Чернигова и районов Черниговской области
- Обеспечение тепловой энергией в виде производимого пара
- Предоставление горячей воды
- Осуществление теплофикации ряда производственных предприятий Чернигова, городских учреждений и жилых домов

## История
Строительство ТЭЦ было осуществлено в два этапа. 1-й — установка 4-х пыле-угольных барабанных котлов с естественной циркуляцией БКЗ-210-140ПТ и двух турбоагрегатов ПТ-50\60-130\7, введённых в эксплуатацию в 1964 году. 2-й — установка одного газомазутного барабанного котла с естественной циркуляцией ТГМ-84 Б и одного турбогенератора Т-100\120-130, введённых в эксплуатацию в 1973 году. В 1973 (декабрь) и 1980 годах были введены в эксплуатацию по одному водогрейному котлу ПТВМ-100.

## Экология
Черниговская ТЭЦ — крупнейший загрязнитель атмосферного воздуха области. В 2009 году валовой выброс составил 17 105,066 т , который увеличился на 1 634,668 т, в связи с увеличением использования твёрдого топлива. Предприятие выполняло ряд мер для уменьшения выбросов вредных веществ в атмосферный воздух. Был проведён капитальный ремонт золоулавливателей котла 1 с заменой металлических сборных коробок дымовых газов: проведены ремонтные работы по возобновлению повреждённых мест футёровочного слоя золообразования, выполнены поточные работы золообразователей №2, 3, 4. Общий объём затрат по сметной стоимости составил 253.3 тыс. грн. После введения в полноценную работу существующих очистных установок количество выбросов было уменьшено на 52.7 т.